# آرتاشس باغداساریان (نقاش)
آرتاشس دراستاماتی باغداساریان (ارمنی: Արտաշես Դրաստամատի Բաղդասարյան؛ زاده ۲۴ مارس ۱۹۳۱ - درگذشته ۲ مهٔ ۱۹۸۷) نقاش اهل ارمنستان بود.

## زندگی‌نامه
وی در ۲۴ مارس ۱۹۳۱ در ایروان به دنیا آمد و از کالج دولتی هنرهای زیبای پانوس ترلمزیان (۱۹۵۱) و Երևանի պետական գեղարվեստաթատերական ինստիտուտ (۱۹۶۱) فارغ‌التحصیل گشت. وی عضو اتحادیه نقاشان ارمنستان بود. وی همچنین برنده جوایزی همچون چهره هنری شایسته ارمنستان شوروی شد. وی در ۲ مهٔ ۱۹۸۷ در سن ۵۶ سالگی در ایروان درگذشت.